# Olympische Sommerspiele 1928/Gewichtheben
Bei den IX. Olympischen Spielen 1928 in Amsterdam fanden fünf Wettbewerbe im Gewichtheben statt. Austragungsort war das Krachtsportgebouw, eine von Jan Wills erbaute temporäre Halle neben dem Olympiastadion.

## Bilanz

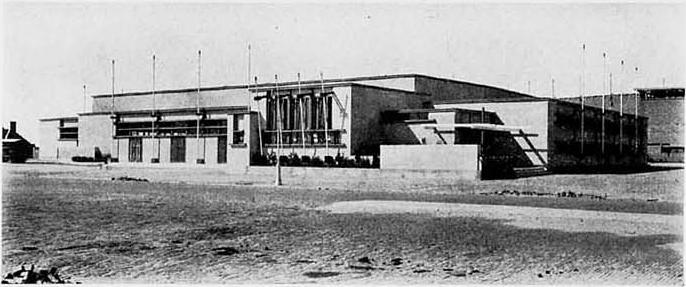
Krachtsportgebouw

### Medaillenspiegel
| Platz | Land               | Gold | Silber | Bronze | Gesamt |
| ----- | ------------------ | ---- | ------ | ------ | ------ |
| 1     | Deutsches Reich    | 2    | –      | 1      | 3      |
| 2     | Österreich         | 2    | –      | –      | 2      |
| 3     | Frankreich         | 1    | 1      | 1      | 3      |
| 4     | Ägypten            | 1    | –      | –      | 1      |
| 5     | Königreich Italien | –    | 2      | –      | 2      |
| 6     | Estland            | –    | 1      | –      | 1      |
| 7     | Niederlande        | –    | –      | 2      | 2      |
| 8     | Tschechoslowakei   | –    | –      | 1      | 1      |

### Medaillengewinner
| Konkurrenz          | Gold                  | Silber           | Bronze          |
| ------------------- | --------------------- | ---------------- | --------------- |
| Federgewicht        | Franz Andrysek        | Pierino Gabetti  | Hans Wölpert    |
| Leichtgewicht       | Hans Haas Kurt Helbig | –                | Fernand Arnout  |
| Mittelgewicht       | Roger François        | Carlo Galimberti | Guus Scheffer   |
| Leichtschwergewicht | Sayed Nosseir         | Louis Hostin     | Jan Verheijen   |
| Schwergewicht       | Josef Straßberger     | Arnold Luhaäär   | Jaroslav Skobla |

## Ergebnisse

### Federgewicht (bis 60 kg)
| Platz | Land | Sportler        | Gewicht (kg) |
| ----- | ---- | --------------- | ------------ |
| 1     | AUT  | Franz Andrysek  | 287,5        |
| 2     | ITA  | Pierino Gabetti | 282,5        |
| 3     | GER  | Hans Wölpert    | 282,5        |
| 4     | ITA  | Giuseppe Conca  | 277,5        |
| 5     | SUI  | Arthur Reinmann | 275,0        |
| 6     | AUT  | Andreas Stadler | 267,5        |
| 7     | FRA  | Henri Baudrand  | 265,0        |
| 8     | TUR  | Cemal Erçman    | 262,5        |
| 8     | TCH  | Josef Vacek     | 262,5        |
| 10    | FRA  | Henri Rivère    | 260,0        |
|       |      |                 |              |
| 14    | SUI  | Justin Tissot   | 250,0        |

Datum: 28. Juli 1928 

21 Teilnehmer aus 13 Ländern

### Leichtgewicht (bis 67,5 kg)
| Platz | Land | Sportler         | Gewicht (kg) |
| ----- | ---- | ---------------- | ------------ |
| 1     | GER  | Kurt Helbig      | 322,5        |
| 1     | AUT  | Hans Haas        | 322,5        |
| 3     | FRA  | Fernand Arnout   | 302,5        |
| 4     | SUI  | Albert Aeschmann | 297,5        |
| 5     | GER  | Willi Reinfrank  | 295,0        |
| 6     | FRA  | Jules Meese      | 292,5        |
| 7     | AUT  | Anton Hangel     | 287,5        |
| 8     | ITA  | Gastone Pierini  | 282,5        |
| 9     | SUI  | Joseph Jaquenoud | 275,0        |
| 10    | NED  | Cor Tabak        | 270,0        |

Datum: 28. Juli 1928 

16 Teilnehmer aus 11 Ländern

### Mittelgewicht (bis 75 kg)
| Platz | Land | Sportler           | Gewicht (kg) |
| ----- | ---- | ------------------ | ------------ |
| 1     | FRA  | Roger François     | 335,0        |
| 2     | ITA  | Carlo Galimberti   | 332,5        |
| 3     | NED  | Guus Scheffer      | 327,5        |
| 4     | GER  | Franz Zinner       | 322,5        |
| 5     | FRA  | Gaston le Pût      | 312,5        |
| 6     | GER  | Willi Hoffmann     | 305,0        |
| 7     | EGY  | Hussein Moukhtar   | 302,5        |
| 8     | BEL  | Jan Van Rompey     | 292,5        |
| 9     | ARG  | Alfredo Pianta     | 285,0        |
| 9     | NED  | Joop Zalm          | 285,0        |
|       |      |                    |              |
| 15    | SUI  | Ernst Trinkler     | 275,0        |
|       | SUI  | Hermann Eichholzer | DNF          |
|       | AUT  | Karl Hipfinger     | DNF          |
|       | AUT  | Franz Nitterl      | DNF          |

Datum: 29. Juli 1928 

23 Teilnehmer aus 15 Ländern

### Halbschwergewicht (bis 82,5 kg)
| Platz | Land | Sportler        | Gewicht (kg) |
| ----- | ---- | --------------- | ------------ |
| 1     | EGY  | Sayed Nosseir   | 355,0        |
| 2     | FRA  | Louis Hostin    | 352,5        |
| 3     | NED  | Jan Verheijen   | 337,5        |
| 4     | TCH  | Václav Pšenicka | 335,0        |
| 4     | GER  | Jakob Vogt      | 335,0        |
| 6     | AUT  | Karl Freiberger | 322,5        |
| 7     | GER  | Karl Bierwirth  | 315,0        |
| 7     | FRA  | Pierre Vibert   | 315,0        |
| 7     | AUT  | Josef Zeman     | 315,0        |
| 10    | SUI  | Otto Garnus     | 307,5        |
|       |      |                 |              |
| 15    | SUI  | Edmond Donzé    | 257,5        |

Datum: 29. Juli 1928 

15 Teilnehmer aus 10 Ländern

### Schwergewicht (über 82,5 kg)
| Platz | Land | Sportler          | Gewicht (kg) |
| ----- | ---- | ----------------- | ------------ |
| 1     | GER  | Josef Straßberger | 372,5        |
| 2     | EST  | Arnold Luhaäär    | 360,0        |
| 3     | TCH  | Jaroslav Skobla   | 357,5        |
| 4     | LAT  | Kārlis Leilands   | 355,0        |
| 5     | AUT  | Josef Leppelt     | 355,0        |
| 5     | AUT  | Rudolf Schilberg  | 355,0        |
| 7     | ITA  | Giuseppe Tonani   | 352,5        |
| 8     | GER  | Hermann Volz      | 340,0        |
| 9     | FRA  | Claudius Dutriève | 330,0        |
| 10    | FRA  | Marcel Dumoulin   | 327,5        |
|       |      |                   |              |
| 14    | SUI  | Franz Riederer    | 300,0        |
| 16    | SUI  | Walter Gasser     | 267,5        |

Datum: 29. Juli 1928 

17 Teilnehmer aus 11 Ländern